# Жмудче
Жму́дче — село в Україні, у Голобській селищній територіальній громаді Ковельського району Волинської області. Населення становить 354 особи.

## Історія
У 1906 році село Голобської волості Ковельського повіту Волинської губернії. Відстань від повітового міста 33 верст, від волості 8. Дворів 66, мешканців 434.
До 14 серпня 2015 року село входило до складу Поповичівської сільської ради Ковельського району Волинської області.

## Населення
Згідно з переписом УРСР 1989 року чисельність наявного населення села становила 368 осіб, з яких 167 чоловіків та 201 жінка.
За переписом населення України 2001 року в селі мешкали 352 особи. 100 % населення вказало своєю рідною мовою українську мову.